# جيمس هنتر (لاعب كرة قدم أمريكية)
جيمس هنتر (بالإنجليزية: James Hunter)‏ هو لاعب كرة قدم أمريكية أمريكي، ولد في 8 مارس 1954 في سيلسبي في الولايات المتحدة، وتوفي في 2 أغسطس 2010 بسبب نوبة قلبية.

## وصلات خارجية
- جيمس هنتر على موقع مرجع كرة القدم المحترفة.كوم (الإنجليزية)